# 아사마 (열차)
아사마(일본어: あさま)는 1997년부터 동일본 여객철도가 운영하는 호쿠리쿠 신칸센에서 운행개시된 고속열차이다. 열차 등급을 표시하는 고유색은 보라색이다. 아사마의 유래는 아사마 산에서 유래되었다.

## 역사

### 일본국유철도시절
1961년 1월 3일에 나가노 ~ 니가타를 운행하는 준급열차로 신설되었다. 1962년에 우에노 ~ 나가노를 잇는 노선으로 변경이 되었고 1963년 9월까지 야간열차로 운행했다. 1966년에 우에노 ~ 나가노, 나오에츠를 운행하는 노선으로 다시 개통되었고 1972년에 특급열차로 전환이 되었다.
1973년에 도호쿠 신칸센, 조에쓰 신칸센의 건설로 전 열차가 우에노 시종착으로 변경했다. 1997년 나가노 신칸센의 개통으로 폐지되었다.

### 신칸센 시절
1997년 나가노 신칸센의 개통으로 아사마호는 나가노 신칸센의 명칭이 되었다. 1998년 동계 올림픽 당시 200계를 통해 시속 210km로 운행하기 시작했다. 2001년에 E4계을 도입해 운행한 적이 있으나 2003년에 운행이 중단되었다. 2002년 12월 1일 다이야 개정으로 도쿄 ~ 나가노를 연결하는 무정차가 폐지되었다. 2005년에 전 좌석에 금연이 시행되고 있다.
개통 초기부터 호쿠리쿠 신칸센 개통될 때까지 E2계 차량만 운용했다가 2014년 3월 15일에 동일본여객철도의 시간표가 개정되면서 E7계 차량 운행을 시작하면서 그랜클래스 좌석을 도입했다. 당시 3편성이 도입되었고 왕복 7회 운행을 했다가 같은 해 11월에 왕복 20회로 증회되었다. 2015년 3월 14일에 가나자와까지 개통되면서 나가노 신칸센에서 현재의 명칭으로 변경과 동시에 최하 등급이 되었다. 같은 해 12월에 E2계 차량이 정규 노선 운행을 종료했다. 2016년에 다이야 개정과 함께 차내 판매를 종료하였다. 2017년 다이야 개정으로 감사해요, E2계 아사마(일본어: ありがとうE2系あさま) 운행을 끝으로 E2계 임시 운행이 종료와 동시에 N편성 8량이 전량 퇴역 후 폐차되면서 현재는 E7계·W7계 차량만 운행하고 있다.

## 기타 유형

### Max 아사마
Max 아사마(일본어: Max あさま)는 아사마중 2층 차량을 이용하는 고속열차의 명칭으로 주로 E4계 차량을 의미한다. 나가노 신칸센의 우스이 고개의 급구배에 대응하는 차량으로 P51, P52편성의 경우 가루이자와까지 입선이 가능한 반면 P81, P82편성의 경우 나가노까지 입선이 가능하다. 2001년부터 2003년까지 가루이자와 ~ 도쿄간 임시 열차로 운행한 적이 있다.

## 운행 현황
| 운행 노선         | 열차 번호     | 운행 구간           | 차량      | 비고             |
| ----------------- | ------------- | ------------------- | --------- | ---------------- |
| 도호쿠 & 호쿠리쿠 | 600호 ~ 633호 | 도쿄 ~ 나가노       | E7계 W7계 |                  |
| 도호쿠 & 호쿠리쿠 | 699호         | 가루이자와 ~ 나가노 | E7계 W7계 | 평일 시간대 운행 |

## 정차역
| 하행 2회 상행 2회              | ● | ● | ● | ↔ | ↔ | ● | ■ | ● | ● | ● | ● | 하행 2회, 상행 2회의 경우 안나카하루나 정차 |
| 하행 5회 상행 5회              | ● | ● | ● | ● | ↔ | ● | ■ | ● | ● | ● | ● | 하행 5회, 상행 4회의 경우 안나카하루나 정차 |
| 하행 9회 상행 6회              | ● | ● | ● | ● | ● | ● | ■ | ● | ● | ● | ● | 하행 5회, 상행 4회의 경우 안나카하루나 정차 |
| 상행 1회                       | ● | ● | ● | ● | ● | ● | ● | ● | ↔ | ↔ | ● |                                             |
| 하행 1회                       |   |   |   |   |   |   |   | ● | ● | ● | ● | 하루 1회 왕복 운행                          |
| ●＝정차；■＝일부 정차；↔＝통과 |   |   |   |   |   |   |   |   |   |   |   |                                             |

## 운행 열차

### 현재 운행하는 열차
- E7계·W7계[16]

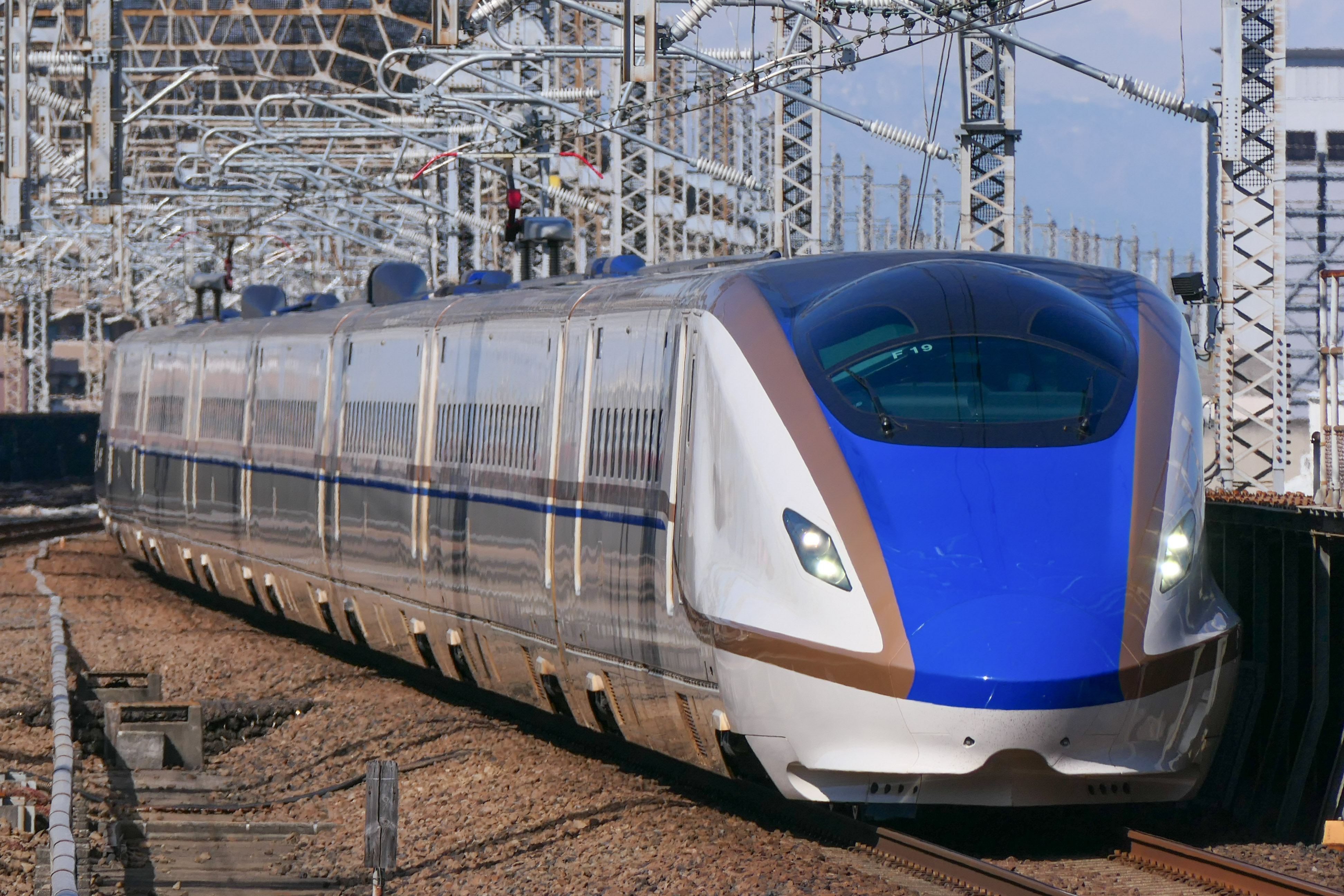
신칸센 E7계
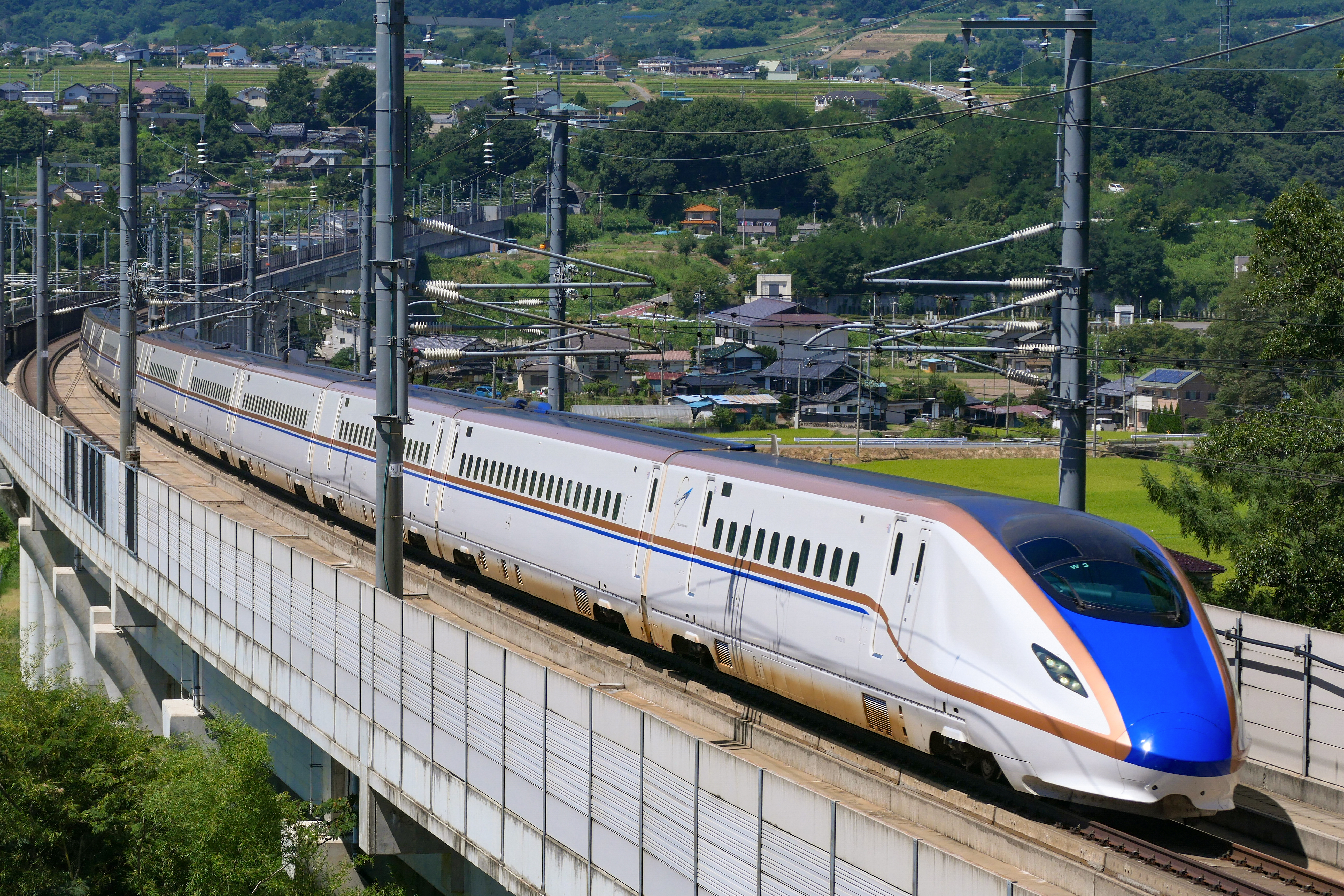
신칸센 W7계

### 퇴역 및 과거 운행 열차
일본국유철도 시절

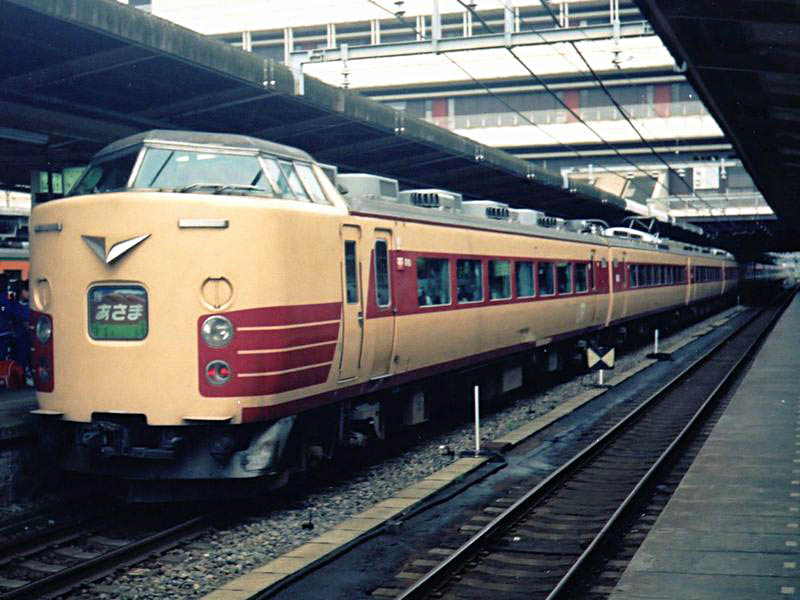
181계
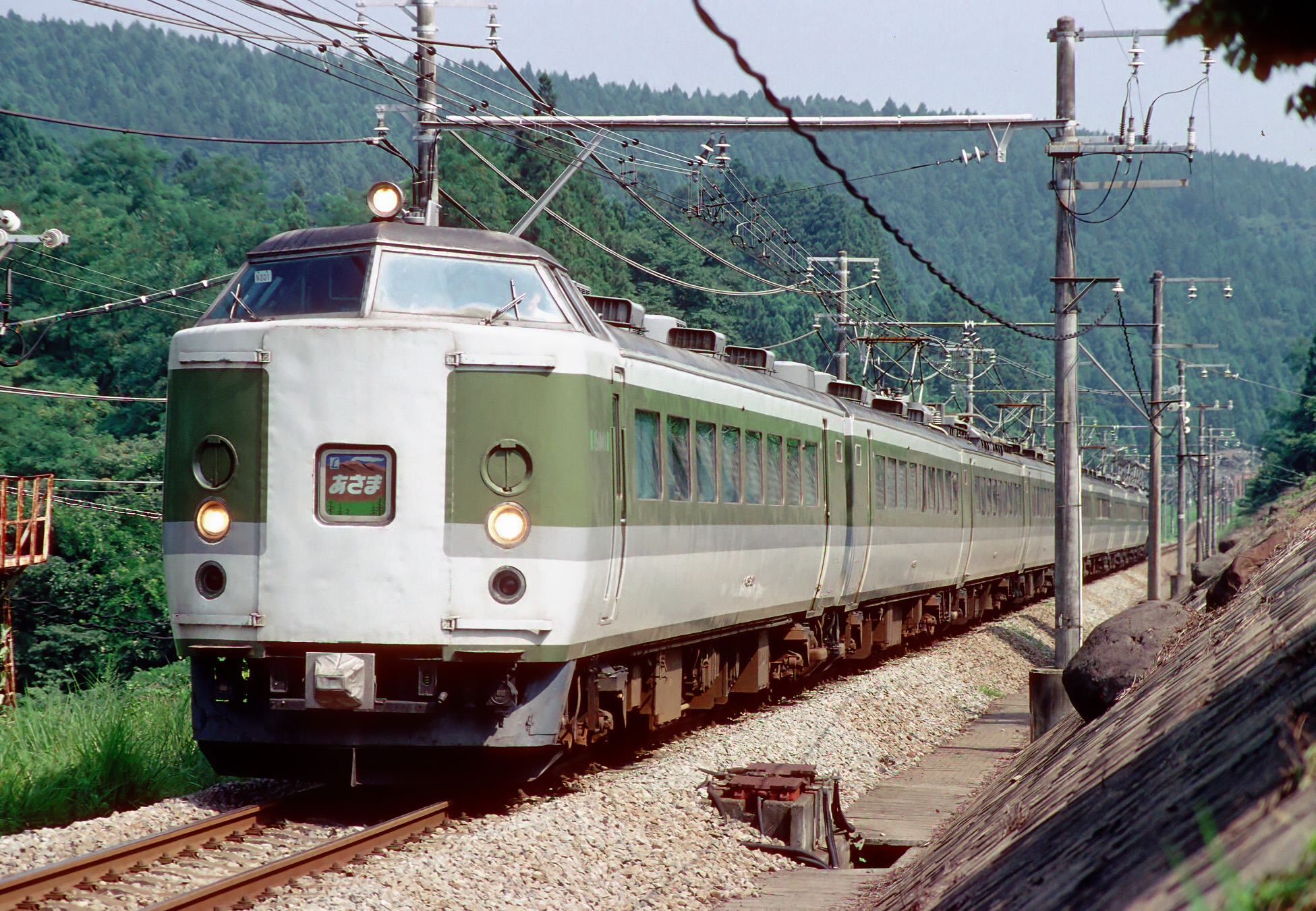
189계
- 489계

- 189계
- 489계

신칸센 시절

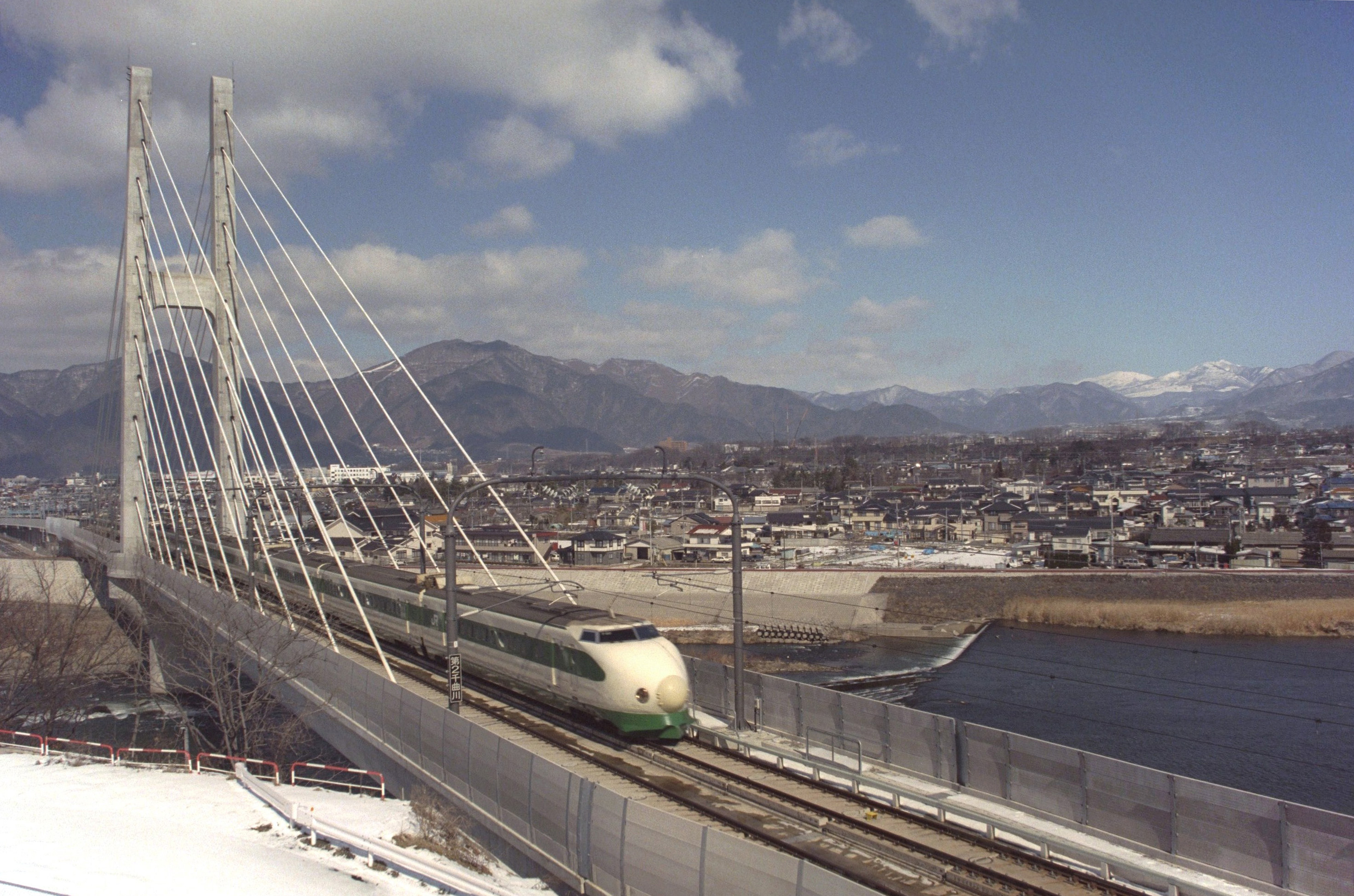
200계
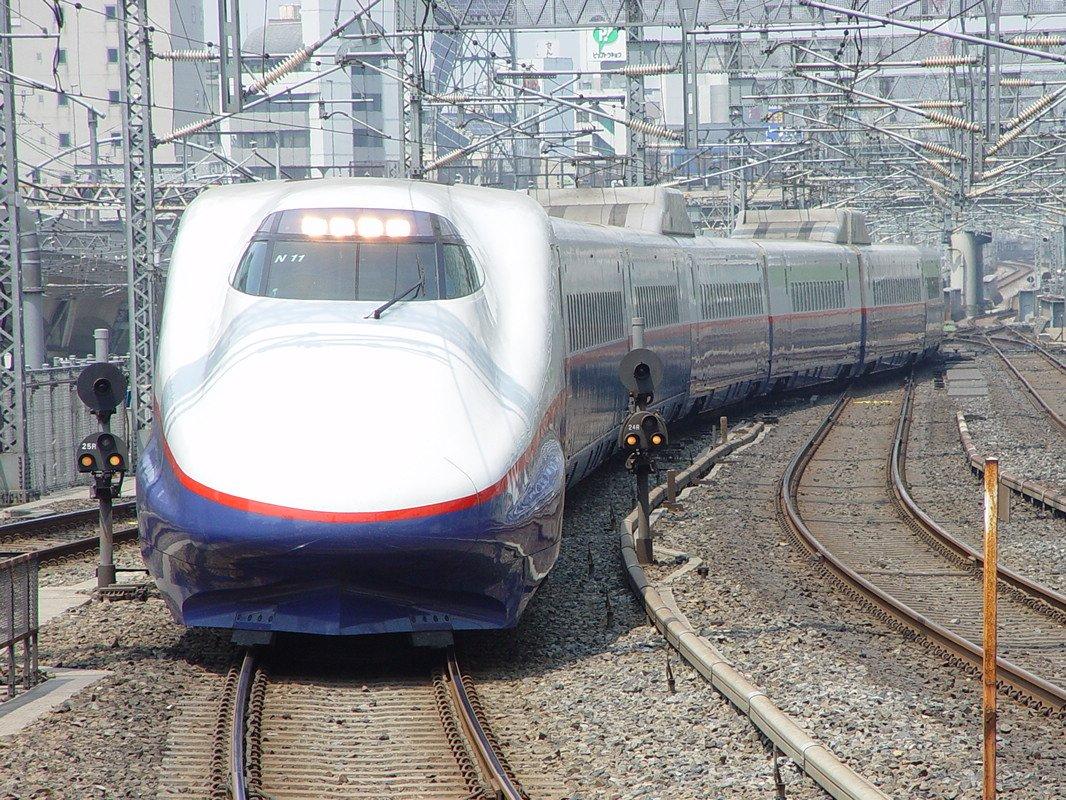
E2계
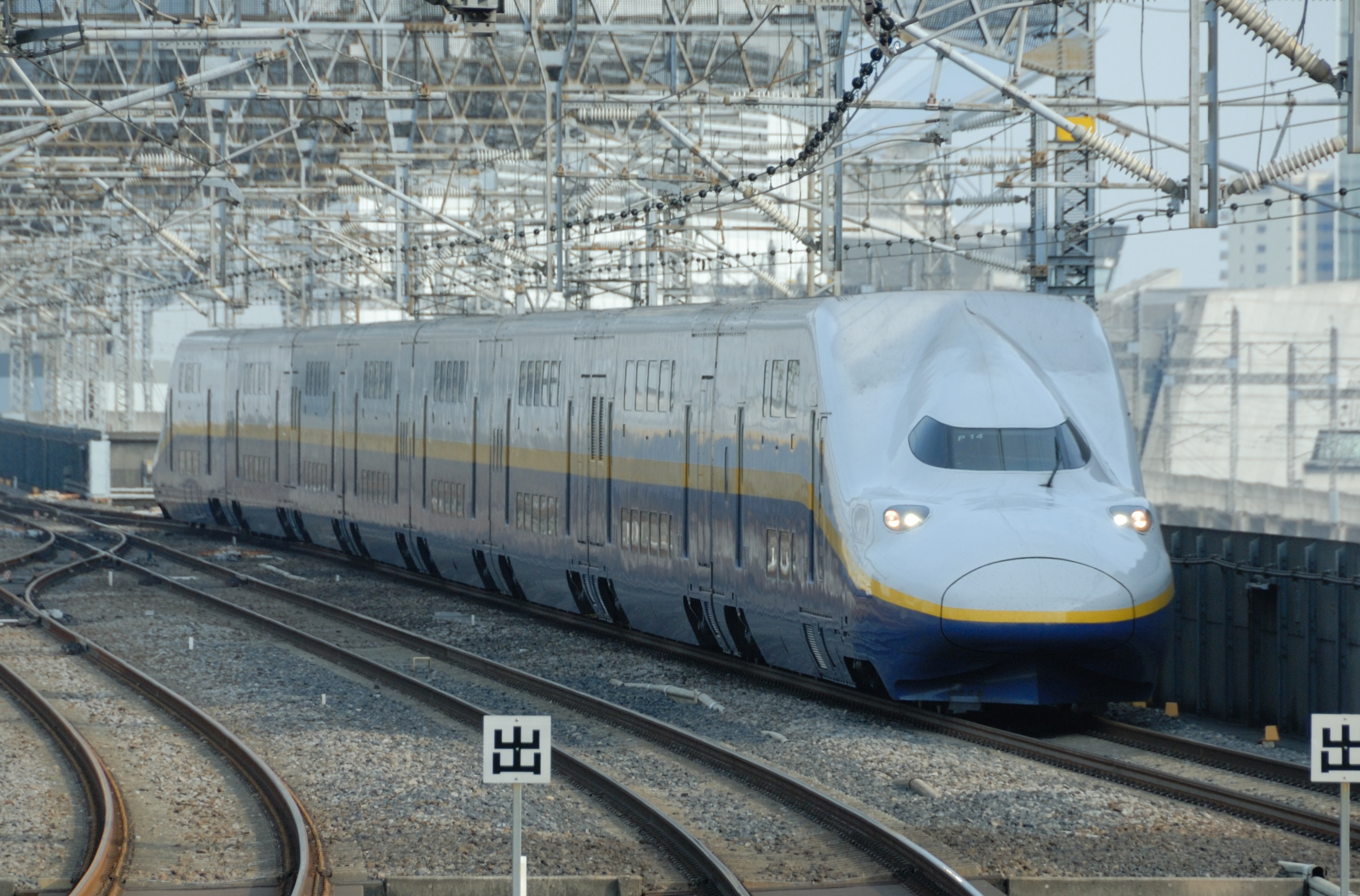
E4계 (Max 아사마)

- 신칸센 200계
- 신칸센 E2계
- 신칸센 E4계

## 객차 구성

### E7계·W7계
| 호차 | 1      | 2      | 3           | 4      | 5      | 6      | 7                       | 8      | 9      | 10     | 11                 | 12         |
| ---- | ------ | ------ | ----------- | ------ | ------ | ------ | ----------------------- | ------ | ------ | ------ | ------------------ | ---------- |
| 좌석 | 자유석 | 자유석 | 자유석      | 자유석 | 지정석 | 지정석 | 지정석                  | 지정석 | 지정석 | 지정석 | 그린차             | 그랜클래스 |
| 시설 | 화장실 |        | 화장실 전화 |        | 화장실 |        | 화장실 전화 장애인 시설 |        | 화장실 |        | 화장실 장애인 시설 | 화장실     |

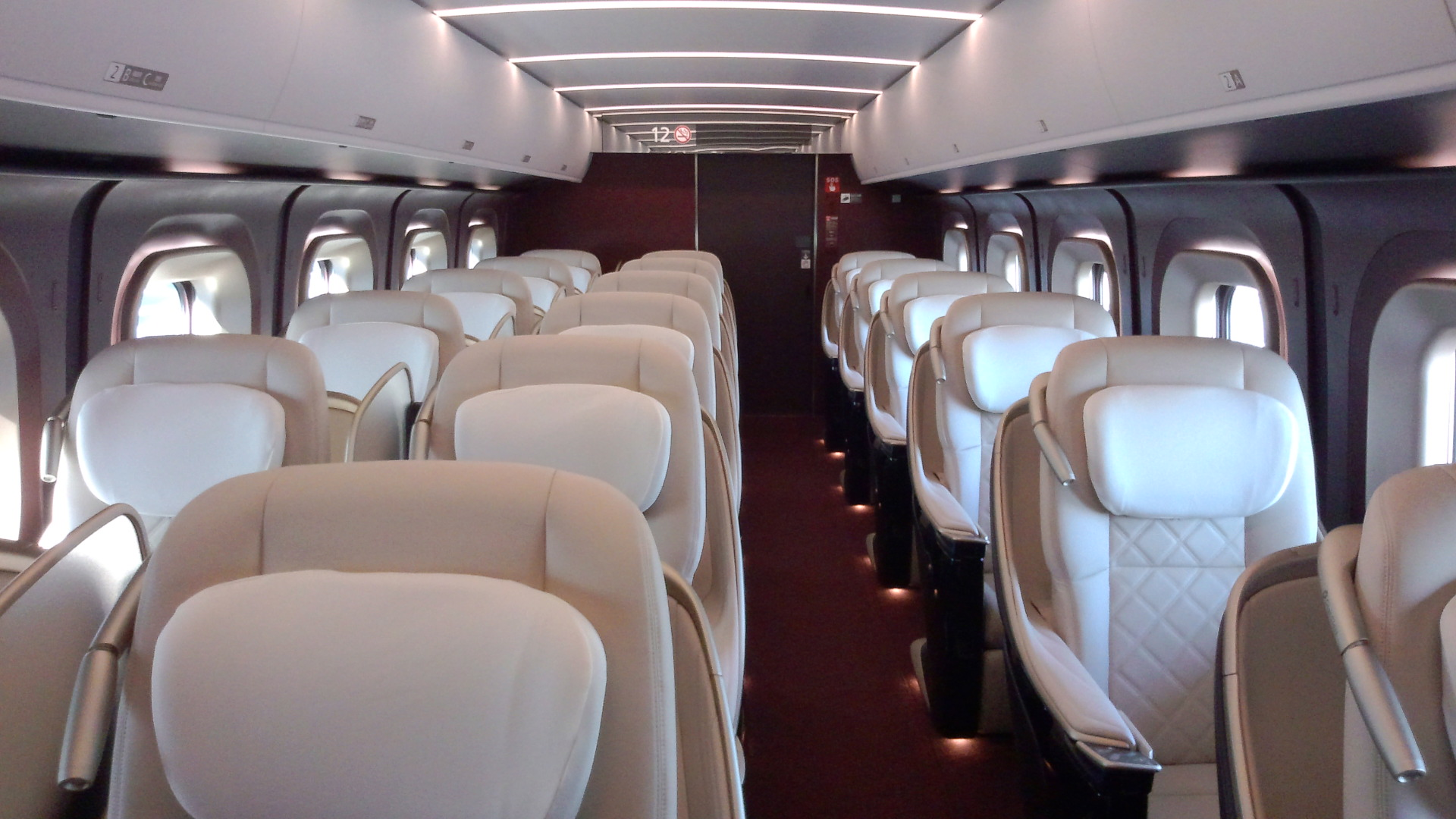
12호차 그랜클래스
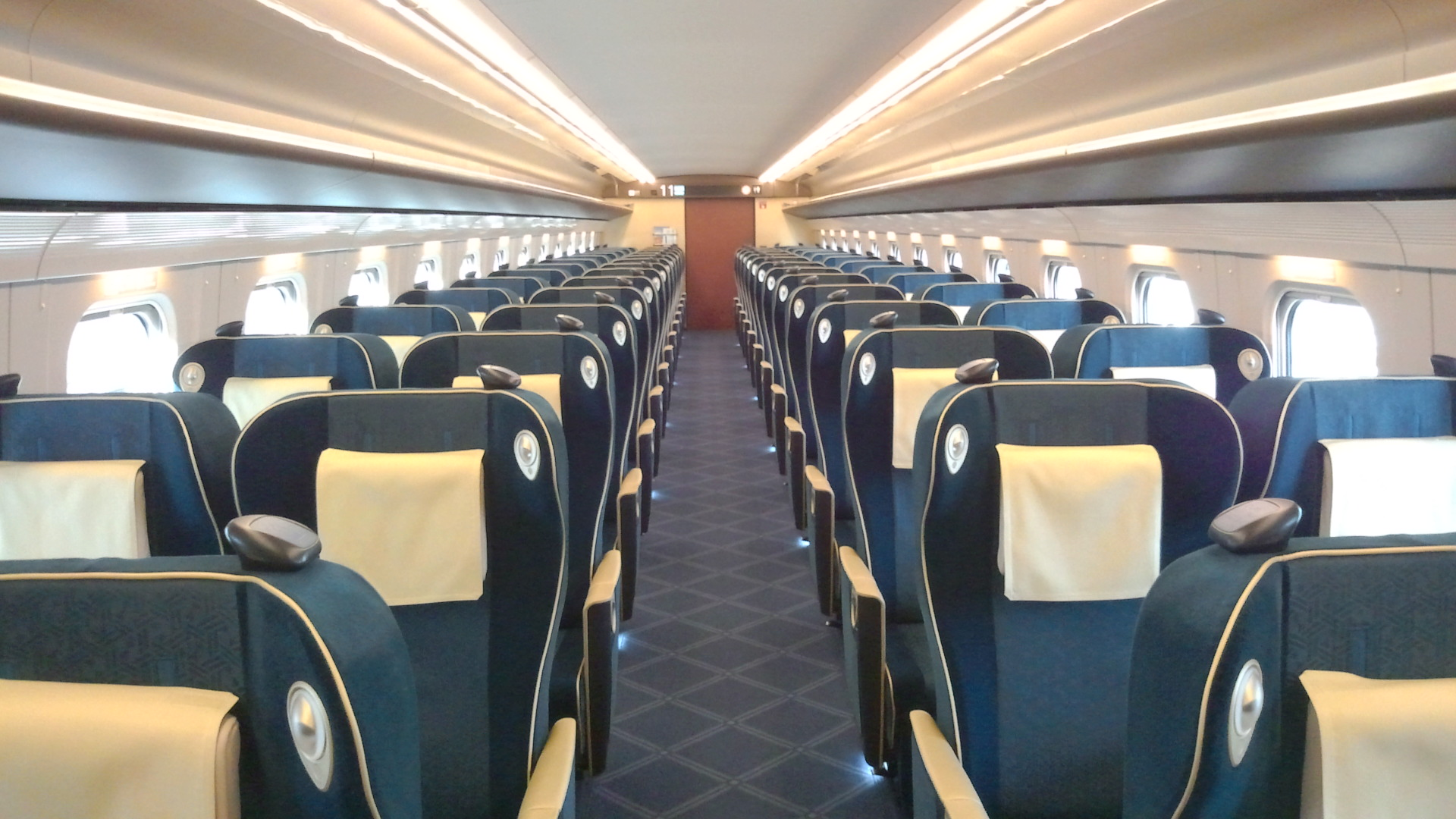
11호차 그린차
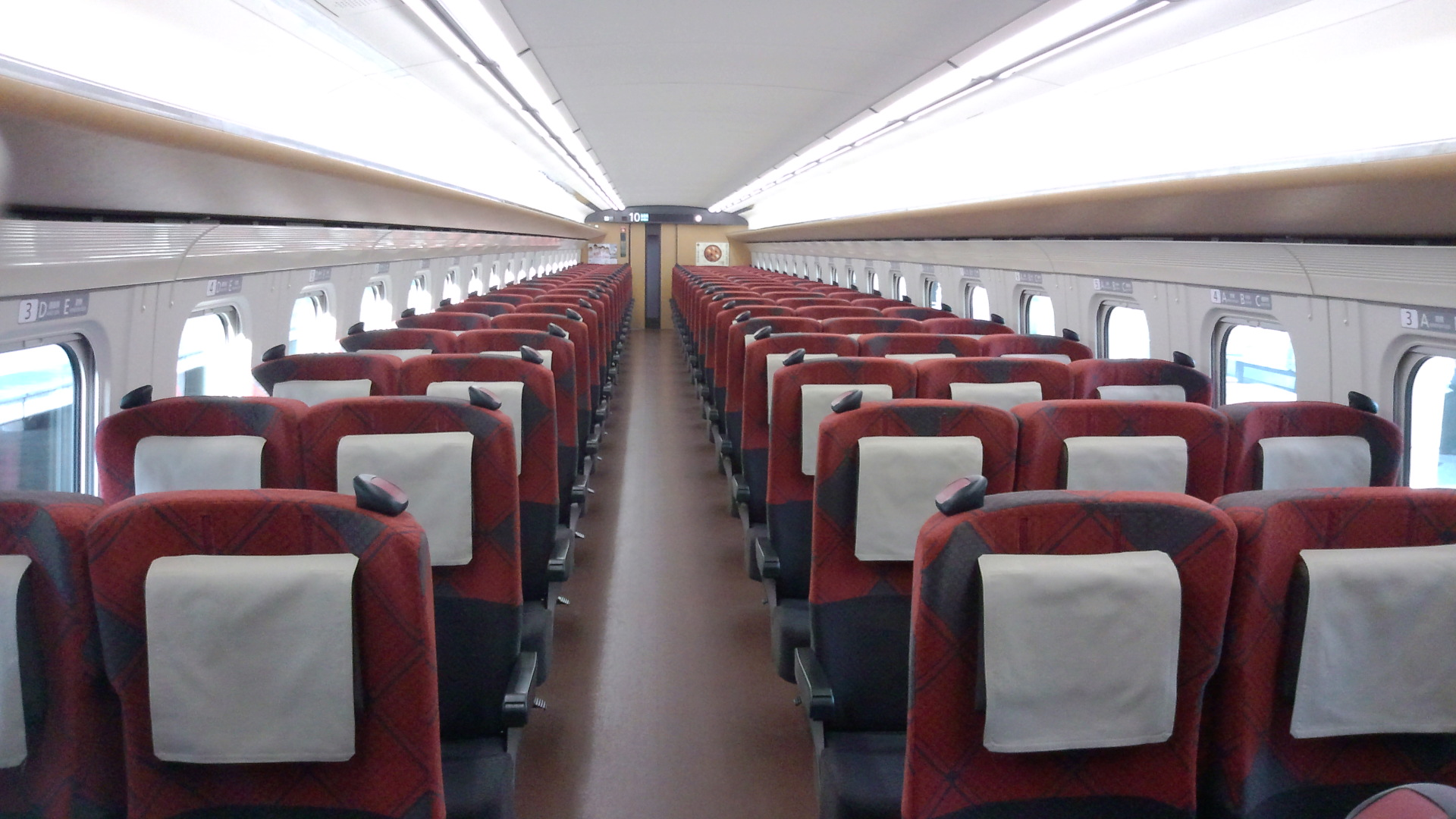
10호차 좌석